# Ichneumon vitis
Ichneumon vitis là một loài tò vò trong họ Ichneumonidae.